# Небесный, Гаврил Петрович
Гаврил Петрович Небесный (9 мая 1926 года — 19 июля 2003 года) — советский передовик производства, машинист локомотива Казахской железной дороги. Герой Социалистического Труда (1959).

## Биография
Родился в 1926 году в селе Волгодоновка Акмолинского уезда Акмолинской губернии Казакской АССР (ныне — Аршалынский район) в крестьянской семье переселенцев из Саратовской губернии.
С 1943 года, после окончания школы фабрично-заводского обучения в период Великой Отечественной войны, начал свою трудовую деятельность в депо станции Петропавловск — кочегаром, с 1944 по 1945 годы — помощником машиниста паровоза. С 1945 по 1946 годы обучался на курсах машинистов паровозов при технической школе станции Петропавловск. С 1946 года — помощник машиниста паровоза на станции Петропавловск. С 1946 года призван в ряды Советской армии.
С 1947 года после демобилизации из рядов Советской армии работал машинистом локомотива на станции Акмолинск Казахской железной дороги, за высококвалифицированную эксплуатацию локомотива, отсутствии аварий и простоев в период производственной деятельности, перевыполнении производственных задач Г. П. Небесный был удостоен звания «Ударник коммунистического труда».
31 июля 1954 года Указом Президиума Верховного Совета СССР «за отличие в труде» Гаврил Петрович Небесный был награждён Медалью «За трудовое отличие».
1 августа 1959 года Указом Президиума Верховного Совета СССР «за выдающиеся успехи, достигнутые в деле развития железнодорожного транспорта» Гаврил Петрович Небесный был удостоен звания Героя Социалистического Труда с вручением ордена Ленина и золотой медали «Серп и Молот».
Г. П. Небесный был одним из первых машинистов Казахской железной дороги, который овладел управлением тепловоза, впервые пущенного по этой дороге.
После выхода на заслуженный отдых проживал в городе Акмолинске.
Умер 19 июля 2003 года. Похоронен на городском кладбище Астаны.

## Награды
- Медаль «Серп и Молот» (1.08.1959)
- Орден Ленина (1.08.1959)
- Медаль «За трудовое отличие» (31.07.1954)
- Медаль «За освоение целинных земель» (20.10.1956)